# Aneurisma de aorta abdominal
El aneurisma de aorta abdominal es una dilatación localizada de la aorta abdominal cuando el diámetro es más grande que 3 cm o 50% más grande de lo normal. Normalmente no causan síntomas sino cuando se rompen. Ocasionalmente quizás haya dolores en el abdomen, espalda o pierna. Aneurismas grandes pueden sentirse a veces con empujar el abdomen. Rupturas pueden resultar en dolor en el abdomen o la espalda, hipotensión o síncope (un desmayo breve).

## Causas y diagnósticos
Los aneurismas de aorta abdominales son más comunes en varones con más de 50 años; también una historia de la enfermedad en la familia es un factor de riesgo. Otros factores que aumentan el riesgo incluyen fumar, hipertensión y otras enfermedades cardiovasculares. Condiciones genéticas con un riesgo aumentado de riesgo incluyen el síndrome de Marfan y el síndrome de Ehlers-Danlos. Un aneurisma de aorta abdominal es la forma más común de aneurismas de aorta. Aproximadamente 85% ocurren bajo del nivel de los riñones con los demás ocurriendo o a nivel con los riñones o por encima de ellos. En los Estados Unidos se recomiendan hacer un cribado con ultrasonido a hombres entre los 65 y 75 años con una historia de haber fumado. En el Reino Unido se recomienda que todos los hombres con más de 65 años deben recibir un cribado. Después de haber encontrado un aneurisma se practica más ultrasonidos regularmente.

## Prevención y tratamiento
La mejor forma de prevenir la enfermedad es no fumar. Otros métodos incluyen tratar hipertensión, tratar hipercolesterolemia y no tener sobrepeso. Normalmente se recomienda cirugía cuando el diámetro de un aneurisma de aorta abdominal tiene un tamaño de hasta >5.5 cm en varones y >5.0 cm en mujeres. Otras razones para reparar el aneurisma incluyen la presencia de síntomas y un aumento rápido en tamaño. En comparación con la cirugía abierta, la reparación del aneurisma endovascular tiene menos riesgo de la muerte a corto plazo cuando el enfermo está ingresado en un hospital pero no siempre existe esta opción. Parece que no existan diferencias entre los dos tratamientos en el largo plazo. Con la reparación del aneurisma endovascular existe una necesidad más alta de repetir los procedimientos.

## Pronóstico y epidemiología
Los aneurismas de aorta abdominales afectan entre 2% y 8% de hombres con más de 65 años. En los enfermos con un aneurisma que es menor de 5.5 cm el riesgo de ruptura en el primer año es menos de 1%. Entre los aneurismas entre 5.5 y 7 cm el riesgo es aproximadamente 10% mientras que los enfermos con un aneurisma más grande de 7 cm es aproximadamente del 33%. Si ocurre una ruptura la mortalidad es entre 85-90%. Durante el año 2013, los aneurismas de aorta causaron 152 000 muertos, mientras que en 1990 habían de 100 000 los fallecidos por esa causa. En los Estados Unidos los aneurismas de aorta abdominales resultaron en entre 10000 y 18000 muertos en 2009.

Ilustración esquemática de la génesis del flujo turbulento en el interior de la aorta abdominal.

## Investigación preclínica
Los mecanismos que conducen al desarrollo de los AAA todavía no son totalmente comprendidos, a nivel celular y molecular. De modo a mejor estudiar la patofisiología de esta enfermedad, es frecuentemente necesario recorrer a modelos experimentales en animales. Frecuentemente se cuestiona hasta qué punto estos modelos representan de forma adecuada la enfermedad humana. Aunque no exista ningún modelo que la represente al 100%, todos los modelos que existen enfocan un mecanismo patofisiológico diferente. Usando en conjunto los resultados obtenidos a través de diferentes modelos animales con la investigación clínica, se puede obtener una mejor visión de conjunto sobre la patofisiología del AAA. Los modelos animales más comunes son roedores (ratones y ratas), aunque en ciertos estudios que implican probar nuevos instrumentos preclínicos o procedimientos quirúrgicos, animales como las ovejas o los cerdos son más comúnmente usados. Los diferentes modelos en roedores pueden ser clasificados de acuerdo con diferentes aspectos. Existen los modelos de disección o no disección y los modelos genéticamente determinados o químicamente inducidos. Los más frecuentemente usados son el modelo de infusión de angiotensina II en ratones ApoE -/- (modelo de disección, químicamente inducido), el modelo del cloruro de calcio (no disección, químicamente inducido) y el modelo de la elastasa (no disección, químicamente inducido).